# Lijst van Filmmuziek Top 50 in 2022
Dit is een lijst van Filmmuziek Top 50 die werd uitgezonden op 24 juni 2022 op NPO Radio 4.
| Pos. | Componist                    | Filmtitel                           |
| ---- | ---------------------------- | ----------------------------------- |
| 1    | Ennio Morricone              | Once Upon a Time in the West        |
| 2    | John Williams                | Schindler's List                    |
| 3    | John Williams                | Star Wars Episode: I t/m IX         |
| 4    | Ennio Morricone              | The Good, the Bad and the Ugly      |
| 5    | Howard Shore                 | Lord of the Rings                   |
| 6    | Hans Zimmer & Klaus Badelt   | Pirates of the Caribbean            |
| 7    | Rogier van Otterloo          | Soldaat van Oranje                  |
| 8    | Vangelis                     | 1492: Conquest of Paradise          |
| 9    | Nino Rota                    | The Godfather                       |
| 10   | John Williams                | Harry Potter 1 t/m 3                |
| 11   | Yann Tiersen                 | Le Fabuleux Destin d'Amélie Poulain |
| 12   | Leonard Bernstein            | West Side Story                     |
| 13   | Hans Zimmer                  | Interstellar                        |
| 14   | Hans Zimmer                  | Gladiator                           |
| 15   | John Williams                | Indiana Jones                       |
| 16   | John Williams                | Jurassic Park                       |
| 17   | Ludovico Einaudi             | Intouchables                        |
| 18   | Rogier van Otterloo          | Turks fruit                         |
| 19   | Hans Zimmer                  | The Lion King                       |
| 20   | Richard Rodgers              | The Sound of Music                  |
| 21   | Ennio Morricone              | The Mission                         |
| 22   | Hans Zimmer                  | Inception                           |
| 23   | Henry Mancini                | Pink Panther                        |
| 24   | John Barry                   | Out of Africa                       |
| 25   | John Williams                | E.T. the Extra-Terrestrial          |
| 26   | John Barry                   | Dances with Wolves                  |
| 27   | Ennio Morricone              | Once upon a time in America         |
| 28   | Mike Oldfield                | The Exorcist (Tubular Bells)        |
| 29   | Ramin Djawadi                | Game of Thrones (serie)             |
| 30   | Philip Glass                 | The Hours                           |
| 31   | Michael Nyman                | The Piano                           |
| 32   | James Horner                 | Titanic                             |
| 33   | Hans Zimmer                  | The Da Vinci Code                   |
| 34   | John Lunn                    | Downton Abbey (serie)               |
| 35   | John Williams                | Jaws                                |
| 36   | Philip Glass                 | Koyaanisqatsi                       |
| 37   | Michel Legrand & Francis Lai | Les Uns et les Autres               |
| 38   | Michael Kamen                | Band of Brothers (serie)            |
| 39   | Miles Davis                  | Ascenseur pour l'échafaud           |
| 40   | Alan Silvestri               | Forrest Gump                        |
| 41   | Angelo Badalamenti           | Twin Peaks (serie)                  |
| 42   | Howard Shore                 | The Hobbit                          |
| 43   | John Williams                | Saving Private Ryan                 |
| 44   | Mikis Theodorakis            | Zorba the Greek                     |
| 45   | Monty Norman                 | Dr. No                              |
| 46   | James Horner                 | Braveheart                          |
| 47   | Ryuichi Sakamoto             | Merry Christmas, Mr. Lawrence       |
| 48   | Hans Zimmer                  | Dune                                |
| 49   | Hans Zimmer                  | The Dark Knight Rises               |
| 50   | Maurice Jarre                | Doctor Zhivago                      |

## Top 3 componisten
De componisten met de meeste noteringen:
| Componist       | Aantal |
| --------------- | ------ |
| John Williams   | 8      |
| Hans Zimmer     | 8      |
| Ennio Morricone | 4      |

2016 ·
2017 ·
2018 ·
2019 ·
2020 ·
2021 ·
2022 ·
2023 ·
2024 ·
2025